# Äldreomsorg

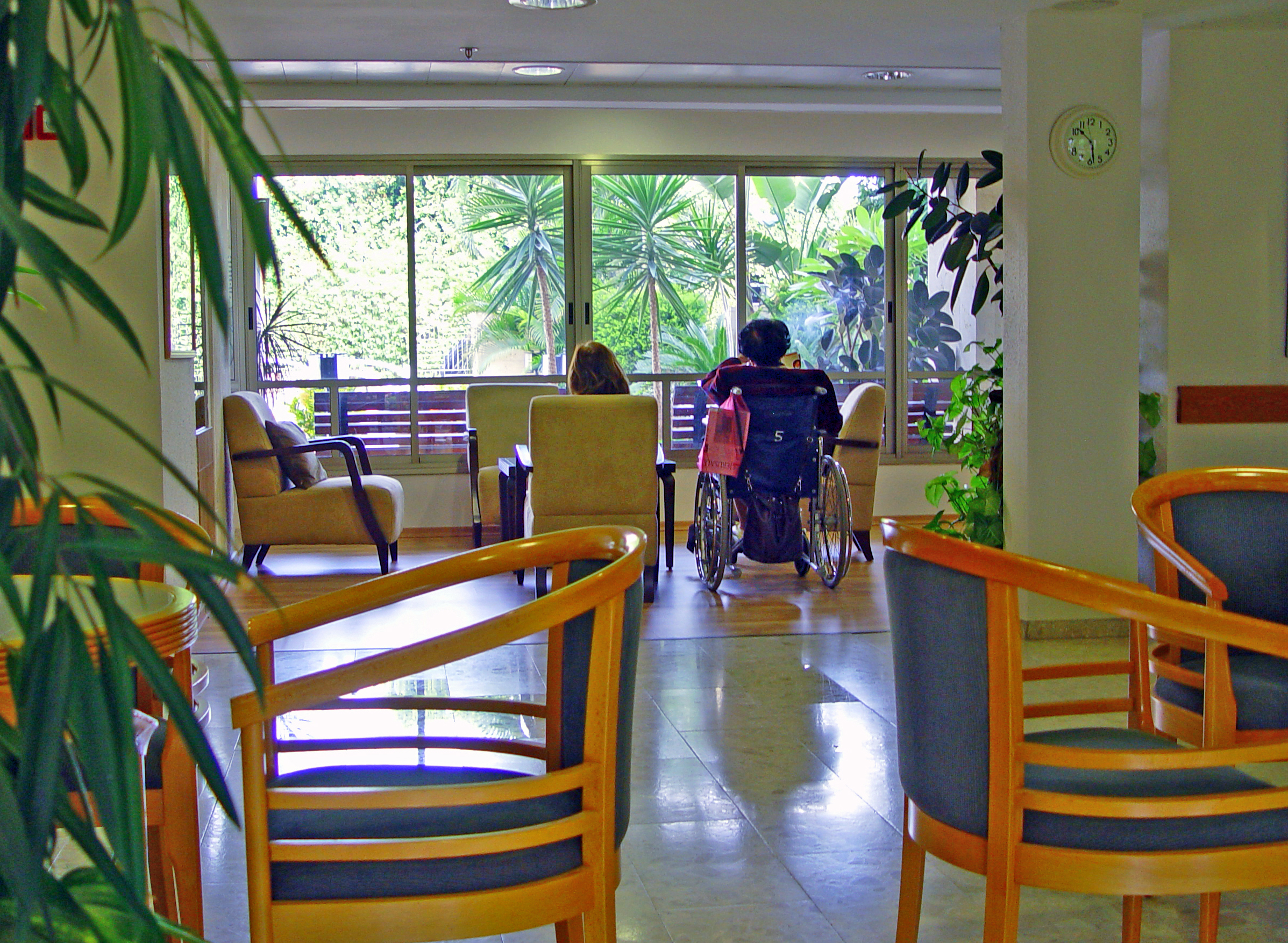
Äldreboende i Israel.

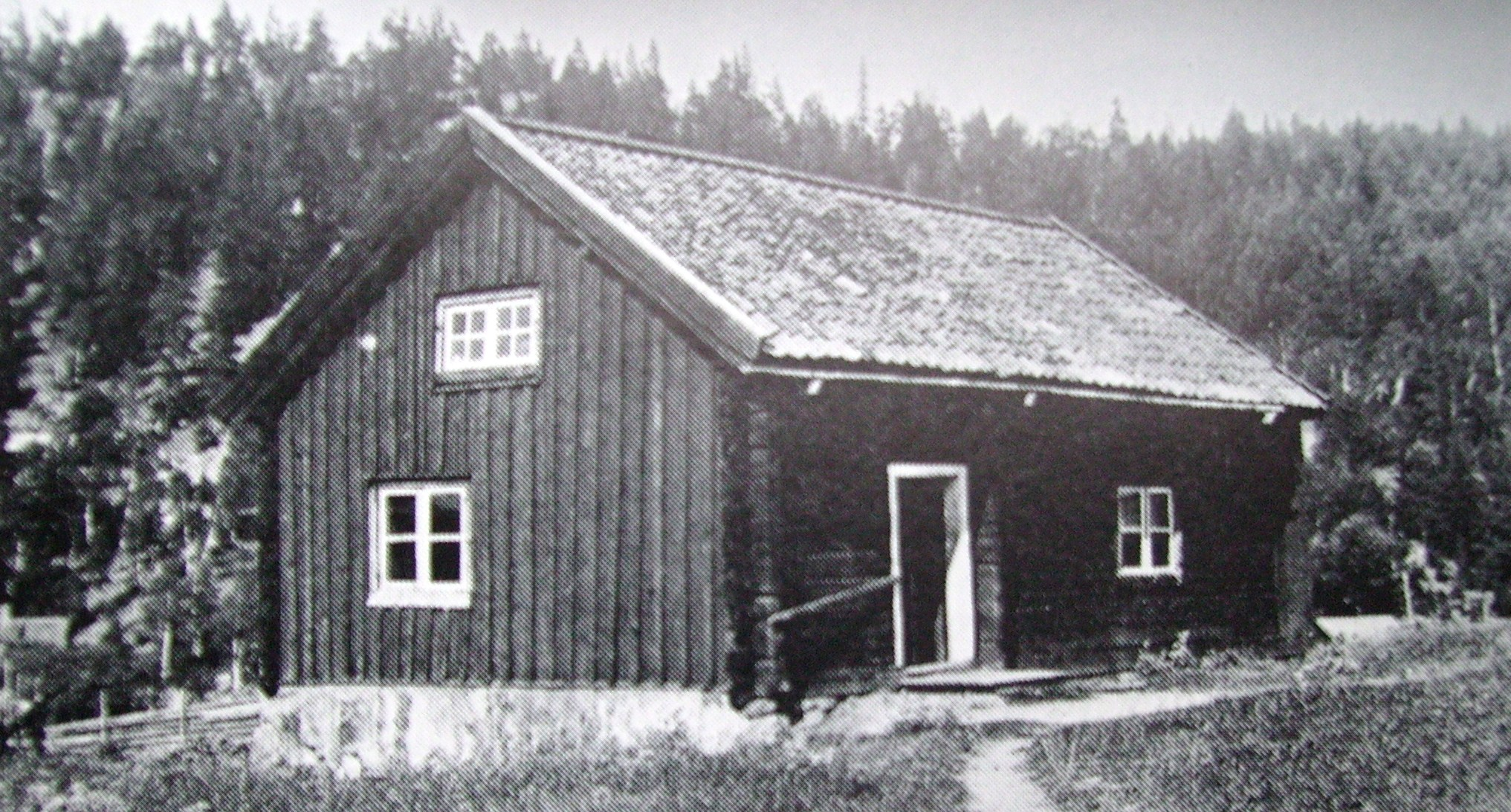
I äldre tider hamnade många gamla och person med funktionsnedsättningar i fattigstugan.

Äldreomsorg, kallades tidigare åldringsvård, avser åtgärder med syfte att bistå äldre människor med den hjälp de behöver för att klara av sin vardag. Hjälpbehovet kan vara förorsakat av sjukdom, funktionsnedsättningar eller ren ålderssvaghet.
I Sverige är äldreomsorgen huvudsakligen kommunernas ansvar och regleras av bland annat Socialtjänstlagen. Bistånd beviljas enligt 4 kap 1§ eller 2§. Insatser kan utföras av personer som är anställda av kommunen, privat utförare på uppdrag av kommunen eller av anhöriga. Anhörigvården kan ske som en kommunalt beviljad insats där den anhöriga är anställd, men detta är ovanligt. Merparten av anhörigvården utförs helt ideellt.
Enligt uppgifter från år 2018 hade det blivit allt fler som vårdades i hemmet i takt med att platserna på äldreboende (vanligen kallat särskilt boende) blivit allt färre. Detta på grund av den idag rådande uppfattningen, Hemlinjen, som innebär att det för det mesta är bättre för den enskilde att få bo i sitt eget hem och där få erforderligt stöd. För friska och rörliga personer är denna målsättning realistisk. Det har dock visat sig att risken för de äldres ensamhet i denna situation är stor och att inte alla äldre personer vill bo kvar i sina hem. Bland annat genom stigande livslängd ökar andelen äldre i Sverige som i övriga västliga industriländer och därför ökar även behovet av äldreomsorg.
Andra alternativ till den egna bostaden är vad som ibland kallas för seniorboende eller trygghetsboende, till vilka inget biståndsbeslut krävs. Båda boendeformerna erbjuder eget boende men där både lägenheten och fastigheten är anpassad (exempelvis finns inga trösklar, breda dörrar, hiss med mera). Uppfyller den enskilde kraven för seniorboendet/trygghetsboendet (exempelvis en viss ålder) så kan den enskilde sätta upp sig i en bostadskö.

Den demografiska utvecklingen i Sverige innebär att andelen äldre ökar i en högre takt än den förvärvsarbetande befolkningen. Eftersom det rör sig om en i hög grad skattefinansierad verksamhet räknar man därför med att behöva se över finansieringssätten.[källa behövs] Kostnaden för den kommunala äldreomsorgen i Sverige under ett år ligger på cirka 95,9 miljarder kronor 2010.

## Insatser
Äldreomsorgen består huvudsakligen av två delar: hemtjänst och särskilt boende.
Hemtjänst omfattar både omvårdnadsinsatser och insatser i form av viss typ av service. Ledsagning kan även ingå som en del i hemtjänsten. Personlig omvårdnad täcker de fysiska, psykiska och sociala behov som den äldre har, till exempel i form av personlig hygien, stöd vid matsituationer, förflyttning, på- och avklädning, med mera. Hemtjänstens serviceinsatser omfattar olika delar i att sköta hemmet. Det rör sig ofta om att hjälpa den äldre att göra inköp, tvätta eller städa. Att bryta social isolering, stärka den äldre i att känna sig trygg i hemmet och ledsaga en person till aktiviteter utanför hemmet kan också ingå i hemtjänstens uppdrag.
På ett särskilt boende får den äldre tillgång till omsorg dygnet runt och även hälso- och sjukvård vid behov. Ofta finns en sjuksköterska eller annan medicinskt utbildad personal nära boendet. Särskilda boenden förekommer i olika former, främst i form av äldreboende och korttidsboende.

## Samordnare av vård och omsorg
För äldre personer kan en individuell samordnare av vård- och omsorgsinsatser vara värdefullt. Både i Sverige och internationellt är bristande samordning och uppdelning av insatser av vård och omsorg för äldre ett välkänt och diskuterat problem. Särskilt utsatta är de äldre som inte själva kan sköta sina vårdkontakter, eller saknar anhöriga som kan hjälpa till.
Forskning pekar på flera positiva resultat av individuella samordnare, även om det finns vetenskaplig osäkerhet kring effekten. Ouppmärksammade behov hos äldre kan synliggöras, och funktionsförmågan och vårdkvaliteten förbättras. Viss hälso- och sjukvård kan också minska.
I det svenska  vård- och omsorgssystemet är individuella samordnare relativt nytt. Flera försöksverksamheter med vårdlotsar och vårdcoacher har genomförts runt om i landet. Numera finns laglig möjlighet till fast vårdkontakt med uppgift att tillgodose behov av trygghet, kontinuitet, samordning och säkerhet.
En annan metod som kan hjälpa svårt sjuka äldre att bättre klara sin vardag, och förebygga lidande och dödsfall, är samarbete i vårdteam över professionsgränser och vårdnivåer. Efter exempelvis stroke och höftfraktur kan den typen av samordning och struktur göra stor nytta och minska onödiga utgifter. Men de flesta sjukhus i landet jobbar inte så. Även om begreppet ”team” används flitigt i vården, handlar det mer sällan om ett genuint samarbete med tydlig struktur. Många gånger är länken mellan sjukhusvård och primärvård till exempel svag. Efter stroke är det en minoritet som erbjuds någon form av rehabilitering i hemmiljö.